# Бојни бродови класе Ерцхерцог
Класа Ерцхерцог (немачки: Erzherzog; српски надвојвода) била је класа бојних бродова преддреднота саграђених за аустроугарску морнарицу. Саграђена су три брода те класе: СМС Ерцхерцог Карл (1903), СМС Ерцхерцог Фридрих (1904), СМС Ерцхерцог Фердинанд Макс (1910).

## План и изградња
То је веома успешна класа преддреднота која представља важан напредак у односу на пријашње бродове, али и одраз самосталности и својеврсне особности у приступу градње капиталне јединице. Важна новост је уградња Шкодиних топова који су били много квалитетнији од конкурентских. Ови бродови својом величином и калибром главне битнице нису могли да конкуришу линијским бродовима јединственога типа великих морнарица, али нису ни грађени са том намером. Били су снажна противтежа новим италијанским бродовима класе Ређина Маргерита. Грађени су према плановима инжењера Зигфрида Попера с циљем да се Италијане надмаши бројем топова помоћне битнице, у чему и успевају (12 x 190 mm према 4 x 203 mm).

## Историја
Низ предратних крстарења надопуњавају интервенције за време балканских ратова. На почетку Првог светског рата чине 3. тешку дивизију. Судјелују у бомбардовању Анконе 24. маја 1915. Већину рата проводе у ратној луци, до гушења побуне у Боки. После замењују отписане бродове класе Монарх и Хабзбург у Боки. Требало је да судјелују у заштити крстарица у нападу на Отрантски бараж, али је то отказано након потапања Сент Иштвана.
Крај рата их дочекује у Боки где су предани Народном вијећу СХС, али их на крају преузимају Велика Британија и Француска, где су и изрезани.